# Schrenkersberg
Schrenkersberg ist ein Gemeindeteil der Gemeinde Plankenfels im Landkreis Bayreuth (Oberfranken, Bayern). Schrenkersberg liegt in der Gemarkung Plankenfels.

## Geografie
Die Einöde Schrenkersberg liegt im zentralen Teil der Fränkischen Schweiz und südwestlich des Oberlaufs des Obmannsgrabens, der ein linker Zufluss der zum Flusssystem der Wiesent gehörenden Truppach ist. Die Nachbarorte sind Neuwelt im Nordosten und Ringau im Nordwesten. Die Einöde ist von dem drei Kilometer entfernten Plankenfels aus über die Staatsstraßen St 2191 und St 2186 sowie über eine Ortsverbindungsstraße erreichbar, die bei Ringau von der St 2186 abzweigt.

## Geschichte
Schrenkersberg ist seit der mit dem bayerischen Gemeindeedikt von 1818 ein Gemeindeteil der Gemeinde Plankenfels. Vor den infolge der Gebietsreform in Bayern erfolgten Eingemeindungen hatte die zum Landkreis Ebermannstadt gehörende Gemeinde Plankenfels 1961 insgesamt 892 Einwohner, davon 15 in Schrenkersberg, das damals zwei Wohngebäude hatte.